# パワージェット SaM146

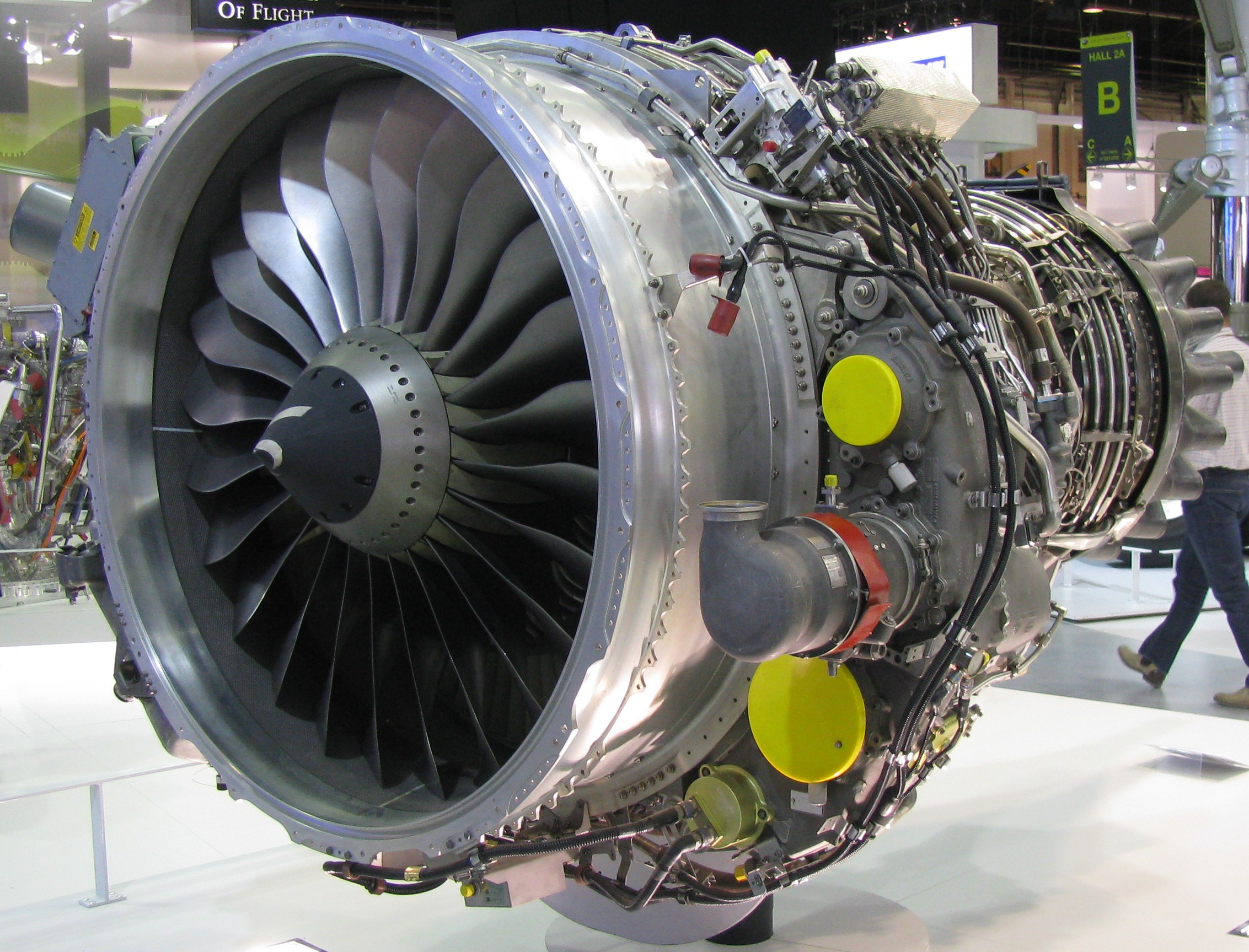
パワージェットSaM 146

パワージェット SaM146はフランスのスネクマとロシアのNPOサトゥールンの合弁企業であるパワージェットの開発生産するターボファンエンジンである。2018年4月4日時点での運転時間は、合計83万時間を超えている。
スネクマはコアエンジン、制御システム(FADEC)、変速機(補機のギアボックス、伝達ギアボックス)、エンジンの統合と飛行試験を担当している。NPOサトゥールンは部材の責任と低圧部とスーパージェット100への搭載と地上試験を担当している。

## 設計と開発

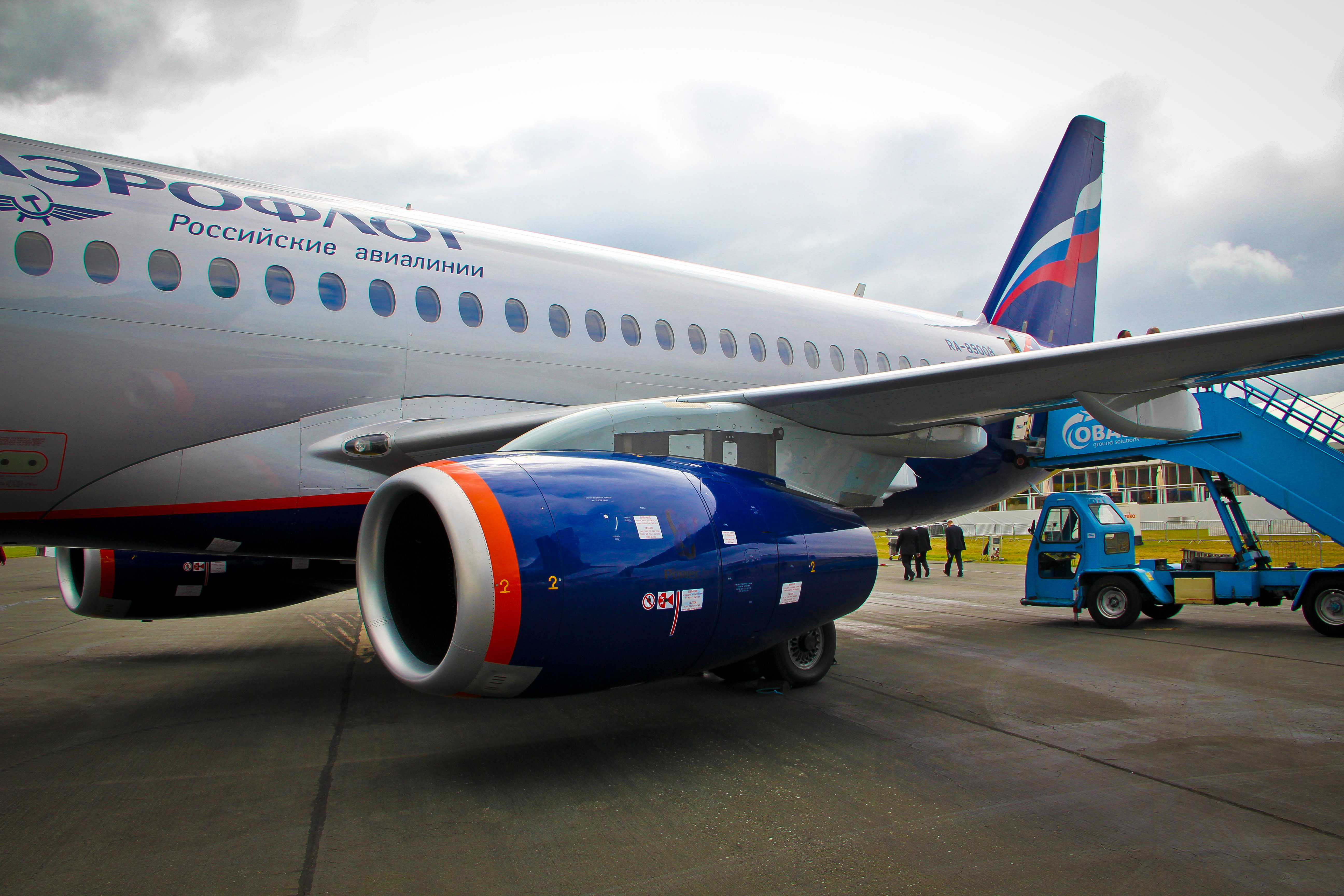
アエロフロート・ロシア航空のスーパージェット 100に搭載されたパワージェットSaM146

SaM146はリージョナルジェット機用のエンジンとして設計された。ジェットエンジンの設計と開発はプラット・アンド・ホイットニーやゼネラル・エレクトリックやロールス・ロイスのような企業が市場を押さえている。エンジンの開発では顧客の要望に応じて低燃費、低運用経費、高信頼性が求められる。SaM146は技術的にはGEやロールス・ロイスと互角である。
SaM146は推力14,000~17,500 ポンド/62~77.8 kN(6,200から7,700 kg)級のエンジンで60から100席級の地域航空機への搭載を想定している。2003年4月、スホーイ民間航空機会社はSaM146をスーパージェット 100の75-95席型機種のエンジンに選定した。
スネクマはこの計画にCFM56の設計、生産で培った技術を投入する。SaM146は単段のタービンを利用する新設計のエンジンで、国際民間航空機関の定める環境基準(CAEP VI)の2008年達成基準に適合している。
ブレードとディスクを一体加工で作るブリスク技術を使用する事により燃費を向上させ整備費用を低減している。
2010年6月23日、欧州航空安全機関(EASA)はパワージェット SaM146エンジンを認証したと発表した。ロシアでの認証は2010年8月に取得した。

## 搭載
スホーイ・スーパージェット100に主に搭載される。将来的にはアヴィアドヴィガーテリ PD-14の発展型で置き換えられる見込みであったが、計画は後に中止された。
SaM146 1S17
スーパージェット 100/95
SaM146 1S18
スーパージェット 100/95LR
Be-200
2014年ウクライナ騒乱の影響でD-436TPが禁輸されたため、2020年の第三または第四四半期を目処にSaM146に換装予定。
2018年のサンクトペテルブルク国際経済フォーラム(SPIEF-2018)においてロシアのサトゥールンとフランスのサフラン・エアクラフト・エンジンズは、ロシアのBe-200向けのSaM146派生型エンジンの開発に関する枠組み合意に調印した。両社は、SaM146エンジンのFADECソフトウェアのBe-200への統合とエンジン換装型の認証に向けた近代化に合意した。試験と認証を目的とした3台のプロトタイプを作成するための3年間のロードマップが作成されているという。

## 仕様
一般的特性
- 形式: 2軸式, 高バイパス比ターボファン
- 全長: 86 in (2.2 m)
- 直径: 48.2 in (1.22 m)
- 乾燥重量: 1,708 kg (3,765 lb) (*)

構成要素
- 圧縮機: ファン:1段, 低圧圧縮機:3段, 高圧圧縮機:6段 軸流式圧縮機
- 燃焼器: アニュラー式
- タービン: 高圧タービン:1段, 低圧タービン:3段
- 使用燃料: Jet A, Jet A-1, TS-1, RP (*)

性能
- 推力: 76.84 kN (17,270 lbf) (*) (最大離陸推力)
- 全圧縮比（英語版）: 23.8:1
- バイパス比: 4.43:1
- 燃料消費率: 0.374 lb/lbf-hr
- 推力重量比: 5.3:1

出典: Gas Turbine Engines. Aviation Week Aerospace 2010、(*)がついているものは、 EASA Type Certificate Data Sheet.